# مجموعة خليلي للفن الياباني
مجموعة خليلي للفن الياباني هي مجموعة خاصة من الفنون الزخرفية من اليابان في عصر ميجي (1868-1912) جمعها الباحث والمجمع والمحسن البريطاني ناصر د. خليلي. حيث تشمل أعمالها الفنية البالغ عددها 2200 عملًا معدنيًا ومينا وخزفًا وأشياء مطلية وفنًا نسيجيًا مما يجعلها قابلة للمقارنة فقط بمجموعة العائلة الإمبراطورية اليابانية من حيث الحجم والجودة. وكان عصر ميجي وقتًا استوعبت فيه اليابان بعض التأثيرات الثقافية الغربية واستخدمت الأحداث الدولية للترويج لفنها الذي أصبح مؤثرًا للغاية في أوروبا. فبدلاً من تغطية النطاق الكامل للفنون الزخرفية في عصر ميجي ركز خليلي على الأشياء ذات الجودة التقنية والفنية العالية. وقد صنع بعض الأعمال فنانون من البلاط الإمبراطوري للمعارض الكبرى في أواخر القرن التاسع عشر. أما المجموعة فهي واحدة من ثماني مجموعات جمعها ونشرها وعرضها خليلي.
مع أن المجموعة ليست معروضة للجمهور بوجه دائم إلا أن مقتنياتها مُعارة للمؤسسات الثقافية وظهرت في العديد من المعارض منذ عام 1994 فصاعدًا. وقد أُقيمت معارض مُقتطعة حصريًا من المجموعة في المتحف البريطاني ومتحف فان جوخ ومتحف بورتلاند ومتاحف الكرملين في موسكو ومؤسسات أخرى حول العالم.

## الخلفية: عصر ميجي

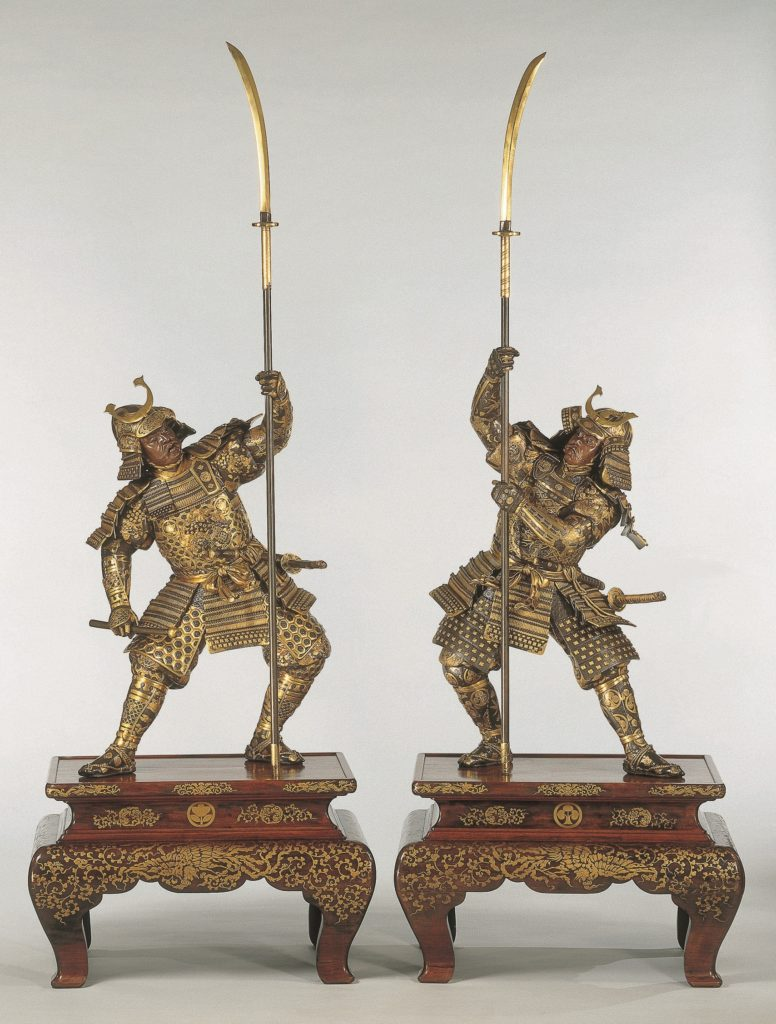
زوج من تماثيل الساموراي برونزية بتفاصيل من الذهب والفضة والشاكودو 1890

كان عصر ميجي (1868-1912) فترة من التحديث والتصنيع حيث انفتحت اليابان خلالها على العالم. وشهد تقديمًا سريعًا للثقافة الغربية إلى اليابان وكذلك الثقافة اليابانية إلى أوروبا وأمريكا. وعن طريق الجمع بين التكنولوجيا الغربية والرعاية الحكومية وصلت الفنون الزخرفية اليابانية إلى مستوى جديد من التطور التقني. كما أنتج الفنانون الزخرفيون الذين يعملون في مينا كلوازونيه أو الورنيش أو المعدن أعمالًا تهدف إلى مطابقة اللوحات الزيتية الغربية في التفاصيل والتظليل والدقة. حيث تلقت الأعمال مراجعات صحفية إيجابية وبدأت المتاجر في العواصم الأوروبية في تلبية الطلب الجديد على الفن الزخرفي الياباني. وقد استخدمت مجموعة خليلي في الأبحاث لدراسة كيف أثر توفر الفن الياباني في أوروبا في أواخر القرن التاسع عشر وأوائل القرن العشرين على الفن الأوروبي وخاصة فينسنت فان جوخ والانطباعيين.
خلال فترة احتضان اليابان للتأثيرات الغربية انخفض الطلب على الفن الياباني. وفي الوقت نفسه أصبحت القطع الفنية جزءًا كبيرًا من صادرات اليابان بدعمٍ حثيث من الحكومة التي سعت إلى تقليص العجز التجاري مع الغرب. واهتمت الحكومة اهتمامًا بالغًا بمستوى الفن المُصدَّر وفرضت رقابة على الجودة عن طريق برنامج Hakurankai Jimukyoku (مكتب المعارض). وشملت المعارض الرئيسية التي أرسلت إليها اليابان نماذج من فنونها وحرفها اليدوية معرض فيينا العالمي عام 1873 والمعرض الدولي المئوي عام 1876 في فيلادلفيا والمعرض الكولومبي العالمي في شيكاغو عام 1893 ومعرض شراء لويزيانا عام 1901 في سانت لويس.

## مجموعة خليلي
المجموعة هي واحدة من ثماني مجموعات جمعها ناصر د. خليلي وتعتبر كل منها من بين أهم المجموعات في مجالها. تتضمن ثلاث منها أعمالًا من اليابان: مجموعة الفن الياباني ومجموعة خليلي للكيمونو ومجموعة خليلي لمينا العالم. حيث لاحظ خليلي أن الفنون اليابانية كانت أقل توثيقًا من الفنون الأوروبية في نفس الفترة مع تفوقها التقني: "بينما يمكن للمرء أن يجادل بأنه من السهل نسبيًا تكرار فابرجيه فإن تكرار عمل المعلم الياباني يكاد يكون مستحيلاً." بالإضافة إلى تجميع هذه المجموعات أسس خليلي مؤسسة كيبو (من الكلمة اليابانية التي تعني "الأمل") لتعزيز دراسة الفن والتصميم في عصر ميجي ونشر المنح الدراسية حول المجموعة وسياقها التاريخي.

## أعمال

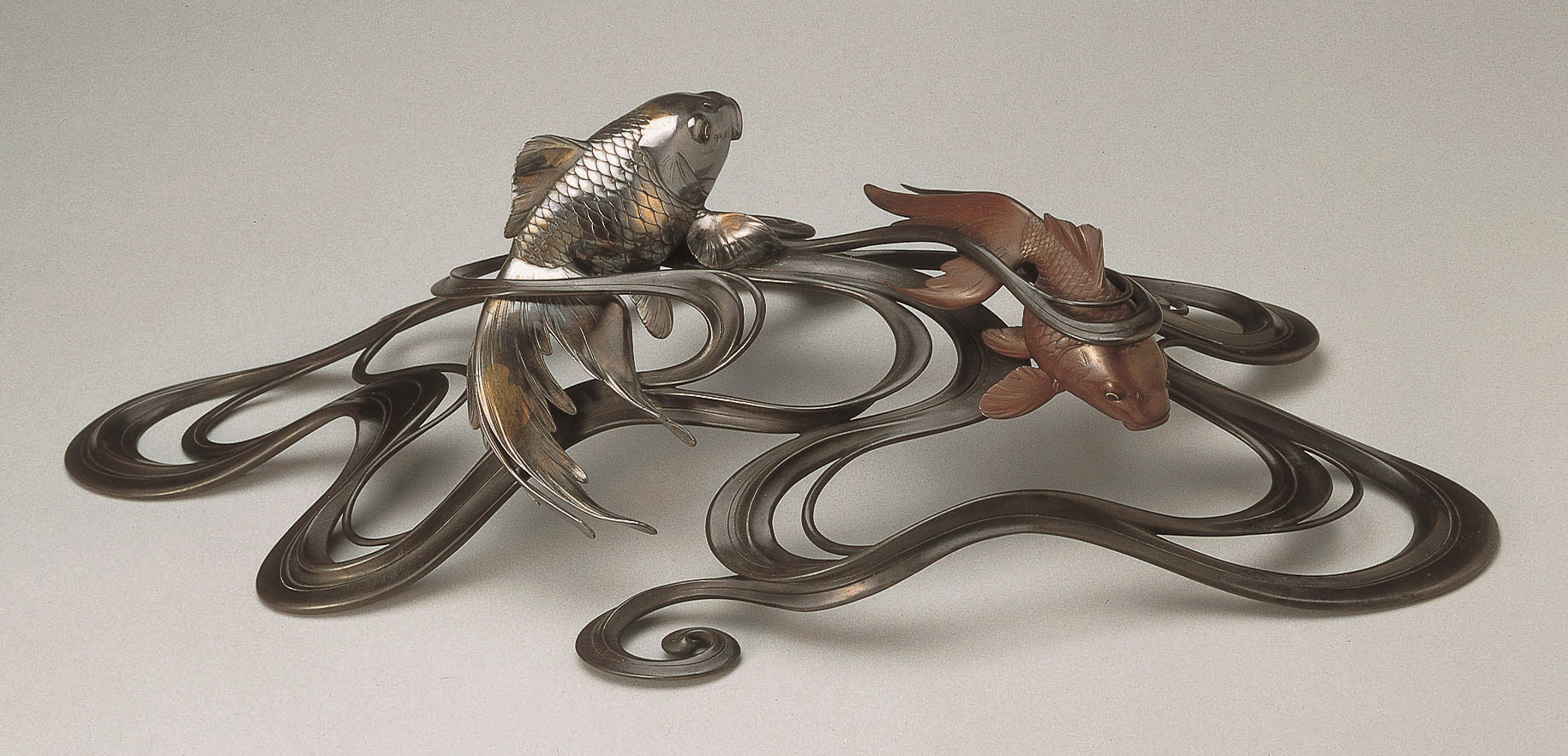
زينة الأسماك في الأمواج بواسطة أوشيما جون. البرونز والفضة والمذهب والشيبويتشي والشاكودو. حوالي عام 1900

تتضمن المجموعة أعمالًا معدنية ومينا وخزفًا وأشياء مطلية بما في ذلك أعمال فنانين من البلاط الإمبراطوري عُرضت في المعارض الكبرى في أواخر القرن التاسع عشر. مع أكثر من 1400 قطعة في المجموع فهي قابلة للمقارنة فقط بمجموعة العائلة الإمبراطورية اليابانية من حيث الحجم والجودة. ونُشر كتالوج المجموعة في عام 1995 ميجي نو تاكارا يمتد إلى ثمانية مجلدات. بدلاً من تغطية النطاق الكامل للفنون الزخرفية في عصر ميجي وركز خليلي على الأشياء ذات الجودة التقنية والفنية الأعلى. خمسة وعشرون من الأشياء تحمل شعارات تُظهر أنها كانت بتكليف من الإمبراطور كهدايا لكبار الشخصيات الأجنبية والملوك. صنعت اثني عشر أخرى للمعارض الدولية في مطلع القرن العشرين.

### الأعمال المعدنية
إن مجموعة خليلي وتوثيقه للأعمال المعدنية في عصر ميجي هو عامل في عودة الاهتمام بالموضوع في العقود الأخيرة. يسرد كتالوج عام 1995 161 قطعة من الأعمال المعدنية تُظهر مجموعة متنوعة من التقنيات وموضوعات من تاريخ وأساطير كل من اليابان والصين. وقد ابتكر عمال المعادن في عصر ميجي أعمالًا طموحة من البرونز المصبوب لعرضها في المعارض العالمية. أحد هؤلاء الفنانين الذي عُين في النهاية فنانًا في البلاط الإمبراطوري وكان سوزوكي تشوكيتشي واسمه الفني كاكو. وتوجد العديد من أعماله بما في ذلك مبخرتان مزخرفتان بطريقة معقدة في المجموعة.

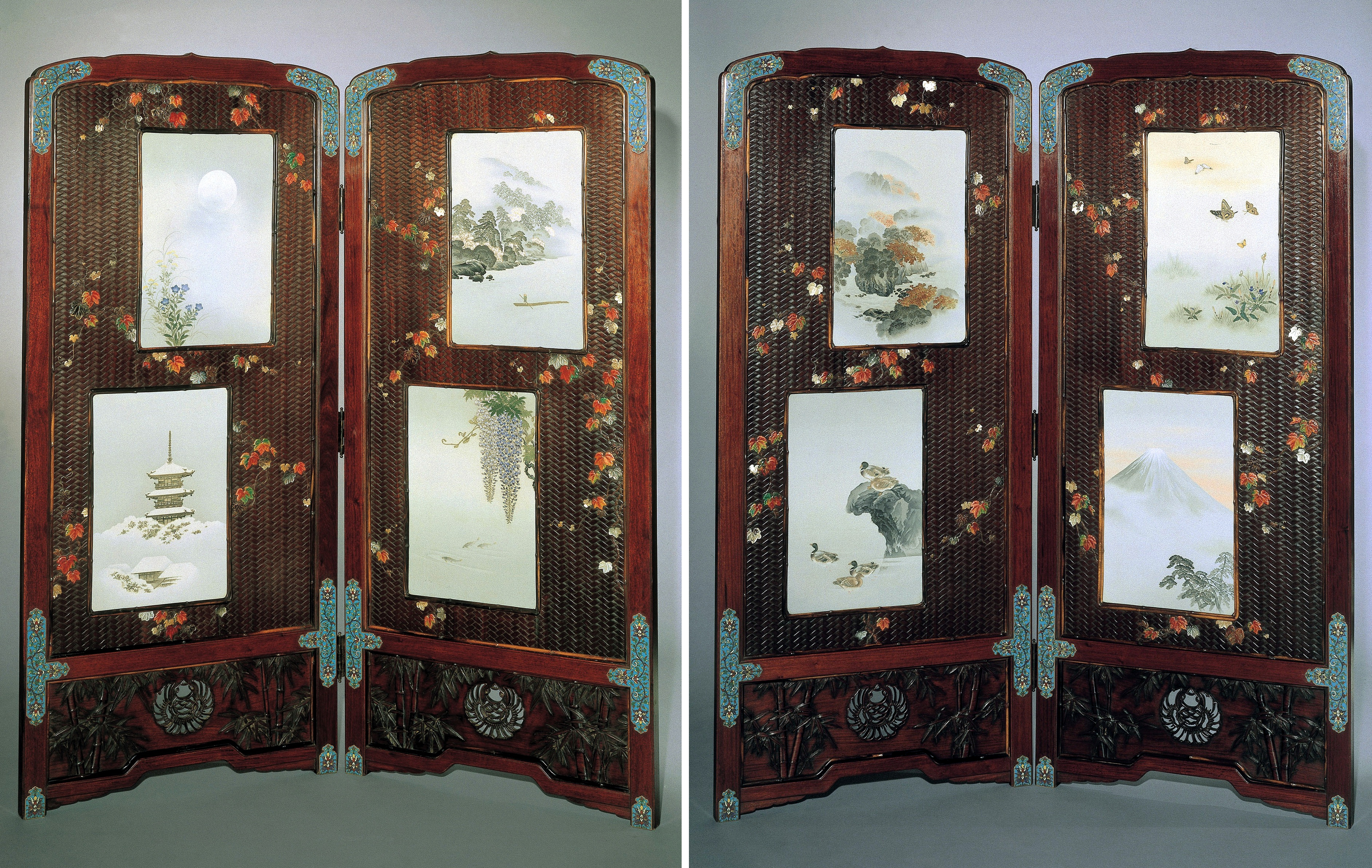
زوج من الشاشات المزدوجة ذات ألواح مينا كلوزوني 1900-1905

مكّن التاريخ الماضي لأسلحة الساموراي عمال المعادن اليابانيين من إنشاء تشطيبات معدنية بمجموعة واسعة من الألوان. ونتيجة للجمع بين النحاس والفضة والذهب بنسب مختلفة وتشطيبها يمكنهم إعطاء انطباع بالزخرفة كاملة الألوان. عين بعض هؤلاء العمال المعدنيين فنانين في البلاط الإمبراطوري بما في ذلك كانو ناتسو وأونو شومين وناميكاوا ساداكاتسو وجومي إيسوكي الثاني وكل منهم ممثل في المجموعة. وقد تشمل الأعمال الأخرى مبخرة على شكل فيل من تصميم شوامي كاتسويوشي وتمثال للإله سوسانو نو ميكوتو من تصميم أوتاكي نوريكوني ومجموعة من القطع الحديدية لعائلة كوماي في كيوتو مزينة بالذهب في عملية تُعرف في الغرب باسم الدمشقي.

### المينا
خلال عصر ميجي وصل طلاء المينا الياباني إلى ذروة التقنية حيث أنتج عناصر أكثر تقدمًا من أي شيء كان موجودًا من قبل. كما جرب الفنانون المعاجين وعملية الحرق لإنتاج كتل أكبر من المينا مع الحاجة الأقل إلى المينا (الأشرطة المعدنية المحيطة). وعرض العديد من الأشياء المصنوعة من المينا في قسم الفنون الجميلة في المعرض الصناعي الوطني لعام 1895. يوجد مينا من هذه الفترة -بما في ذلك بعضها في مجموعة خليلي- لا يمكن تكرارها باستخدام التكنولوجيا الحالية. وانتقلت التصميمات من نسخ الأشياء الصينية إلى أسلوب ياباني مميز. حيث تتضمن ما يقرب من 300 قطعة من طلاء المينا المزخرفة في المجموعة العديد من الأعمال لكل من الفنانين الثلاثة البارزين: ناميكاوا ياسويوكي وناميكاوا سوسوكي وأندو جوبي. يُعتبر هؤلاء الثلاثة من أعظم المبدعين في العصر الذهبي للمينا اليابانية، فقد طوروا تقنيات إطلاق جديدة وقللوا من وضوح الأسلاك. يُعرف ناميكاوا ياسويوكي وناميكاوا سوسوكي بتقديم الأنماط التصويرية للمينا. ومن الأمثلة الموجودة في المجموعة مبخرة من تصميم ناميكاوا ياسويوكي صُنعت لتقديمها للإمبراطور تجمع بين المينا والذهب والشاكودو لتصوير مشهد طبيعي. استخدم الباحثون المجموعة لإنشاء تسلسل زمني لتطور المينا اليابانية.
من بين أعمال المينا المزخرفة بالكريستال ثلاث مزهريات عُرفت باسم "زينة خليلي الإمبراطورية". وعُرضت في المعرض الكولومبي العالمي في شيكاغو الولايات المتحدة الأمريكية عام 1893 ووُصفت بأنها "أكبر نماذج المينا المزخرفة بالكريستال على الإطلاق". ومنذ أوائل التسعينيات وحتى عام 2019 اقتنى خليلي القطع الثلاث بما فيها القطعة الثالثة التي اعتُبرت "ضائعة" في عالم الفن. كما يتضمن تصميم المزهريات استخدامًا رمزيًا لتنين ودجاج ونسور في مشاهد تُمثل فصول السنة الأربعة.

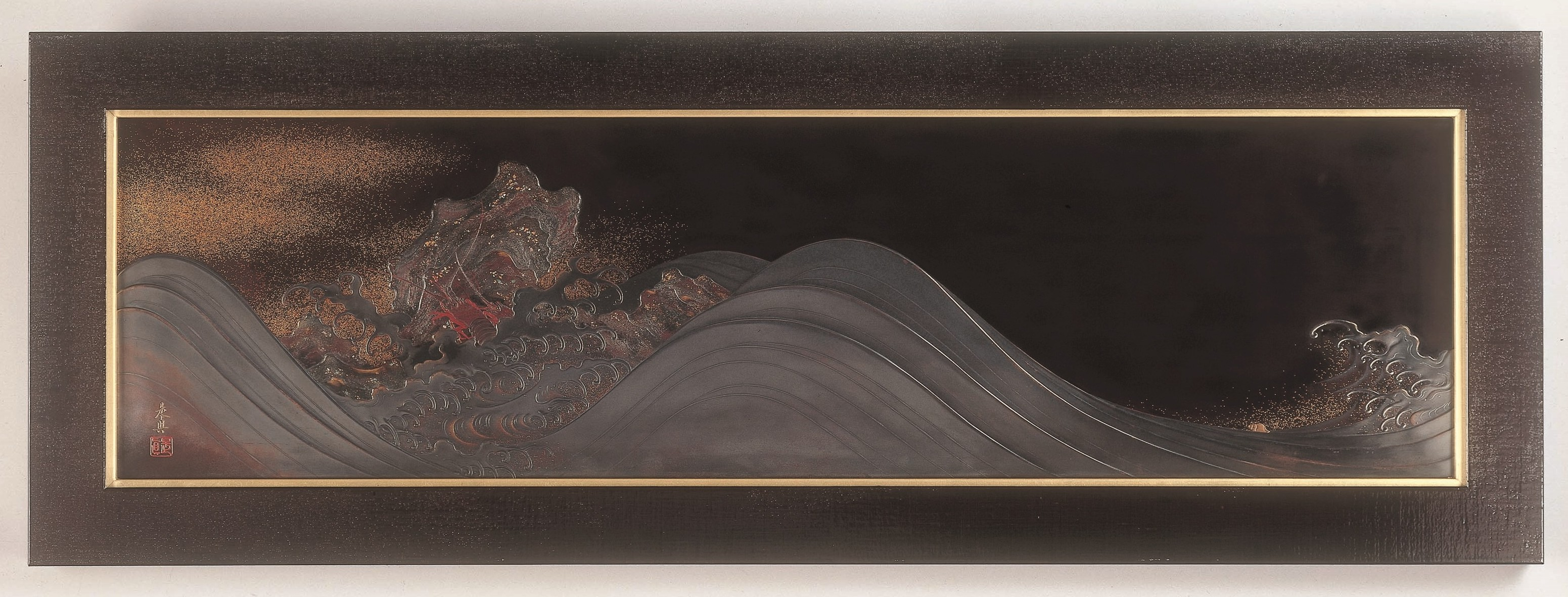
لوحة ماكي-إي "الأمواج" من تصميم شيباتا زيشين 1888-1890

### الورنيش
بعض أعمال الورنيش في المجموعة ترجع إلى القرن السابع عشر. يوجد مئة عمل من أعمال شيباتا زيشين الذي يُطلق عليه لقب أعظم صانع ورنيش في اليابان. تتميز أعماله بأسلوب غريب وزخرفي للغاية كما أن المئة عمل في مجموعة خليلي للفن الياباني كان لها مجلد مخصص في كتالوج عام 1995. ومن بين عناصر الورنيش الأخرى خزانة من تصميم هاروي كومين بتكليف من ولي العهد الياباني لتقديمها إلى الملك إدوارد الثامن ملك المملكة المتحدة في المستقبل. ومن أعمال الورنيش الأخرى ناكاياما كومين وشيراياما شوساي واللذان يُعتبران مع شيباتا زيشين أعظم ثلاثة صانعي ورنيش في اليابان. هناك العديد من الأمثلة على تقنية شيباياما حيث تُنقش التصميمات في مواد طبيعية تُرصّع بالورنيش.

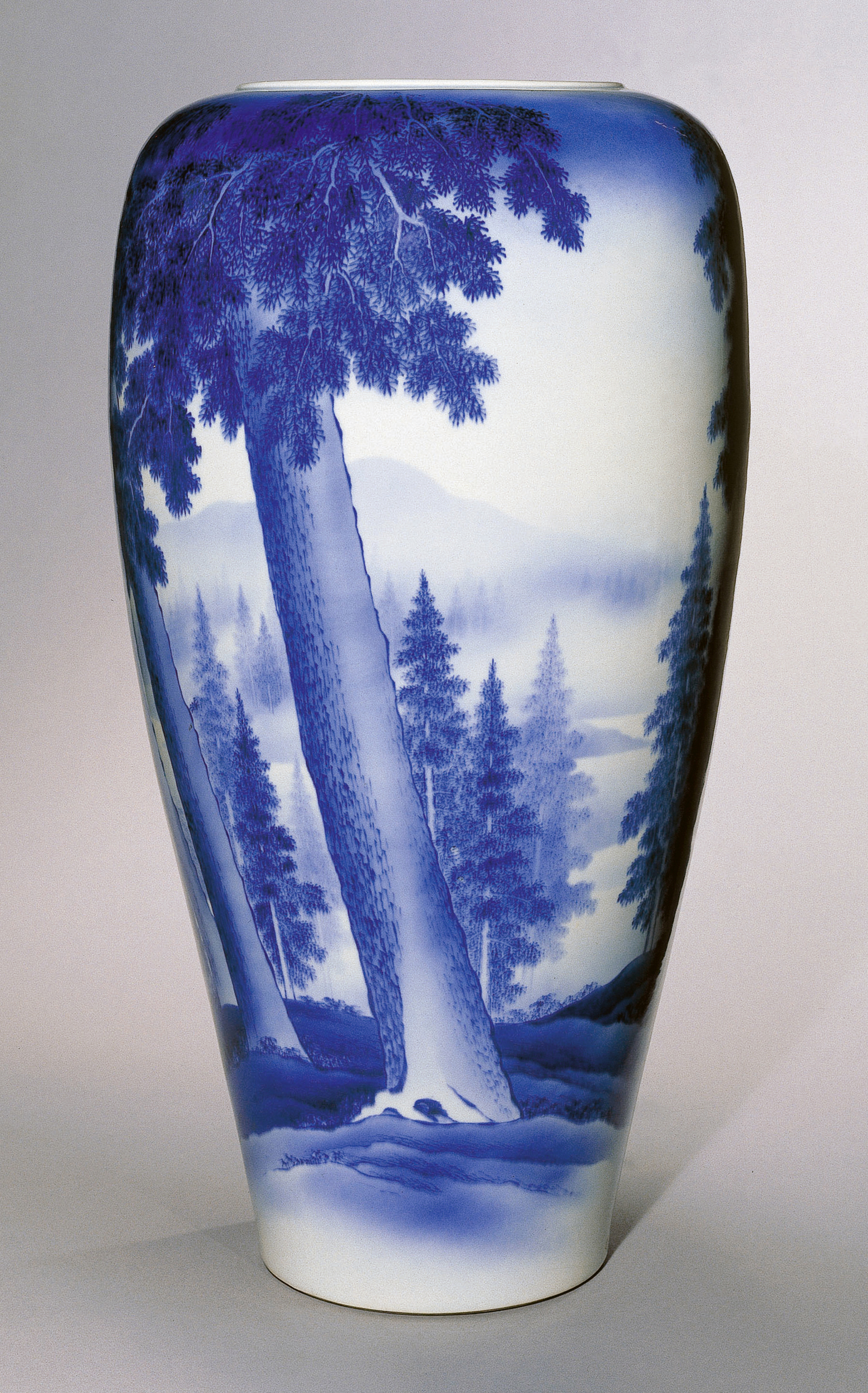
مزهرية من الخزف زخرفها ماكوزو كوزان حوالي عام 1910

### بورسلين
تتضمن المجموعة من بين أعمال الخزف الأخرى أكثر من ثمانين عملاً لمياجاوا (ماكوزو) كوزان الذي وُصف في عام 1910 بأنه أعظم فنان سيراميك حي في اليابان. كان كوزان ثاني فنان سيراميك عين فنانًا في البلاط الإمبراطوري. قام هو وورشته بتحويل الخزف الأزرق تحت التزجيج وتزيينه بتفاصيل دقيقة من الألوان لم تكن ممكنة من قبل. كما صنع أشياء حائزة على جوائز باستخدام فلامبيه أو التزجيج البلوري. وأظهرت بعض أعماله تأثير التصميم الجرافيكي الأوروبي بينما جمع بين التقنيات اليابانية والصينية التقليدية والتقنيات الجديدة من الغرب. حيث توضح المجموعة كيف أصبح هو وابنه هانزان طموحين بطريقة متزايدة حيث قدما ألوانًا وتصميمات وتأثيرات نحتية جديدة في الأعمال المرسلة إلى المعارض الدولية.

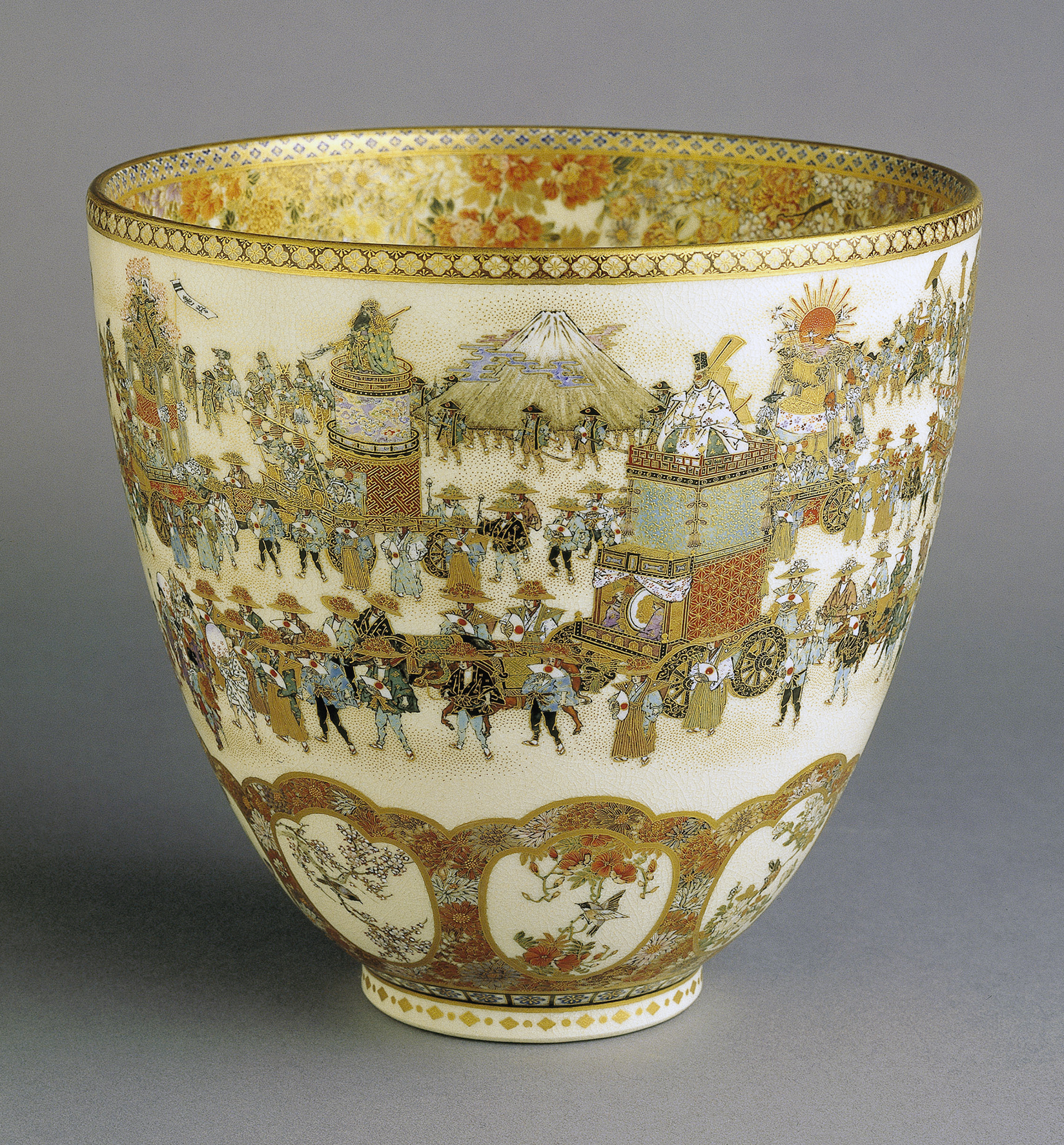
وعاء فخاري من صنع يابو ميزان حوالي عام 1910

### خزف
تتضمن المجموعة 171 قطعة من الفخار تتضمن بعضًا من أعمال يابو ميزان ومعاصريه وعادةً ما تكون مزينة بالمينا والذهب. ولم يكن ميزان منتجًا غزير الإنتاج فحسب بل فاز أيضًا بجوائز متعددة في المعارض الوطنية والدولية حيث عُرضت إبداعاته كأعمال فنية. تُظهر المجموعة أن ميزان استخدم الزخارف الصينية واليابانية في زخارفه مستمدًا من مصادر بما في ذلك الصور البوذية وطبعات هيروشيغي. وقد أصبحت تصميماته أكثر تعقيدًا حيث استخدم أحيانًا ألف زخارف في عمل فني واحد، ومع ذلك في نهاية حياته المهنية اتخذ نهجًا مختلفًا حيث غطى المزهريات بأكملها بزخارف واحدة. كينكوزان سوبي السابع وتاكبي شوكو هما من المصممين المميزين الآخرين الممثلين في المجموعة.

### المنسوجات
في بعض المعارض العالمية التي عرضت فيها اليابان أعمالها تفوقت أعمال الفن النسيجي على جميع الفئات الأخرى. وتشمل هذه المعارض المعرض الكولومبي العالمي حيث عُرضت أعمال الفن النسيجي جنبًا إلى جنب مع اللوحات والمنحوتات في قصر الفنون الجميلة. وتضم المجموعة أكثر من 200 مثال على أعمال النسيج الحريري من النصف الأخير من عصر ميجي معظمها من إنتاج ورش العمل في كيوتو. وقد أهدى الإمبراطور أحد هذه الأعمال إلى نيكولاس الثاني ملك روسيا خلال زيارة الأول لليابان عام 1891. وعُرضت عناصر أخرى في المعرض الصناعي الوطني الخامس لليابان عام 1903. وشملت هذه الأعمال أعمال نيشيمورا سوزايمون الذي عينت الأسرة الإمبراطورية شركته للتطريز.

رؤية خيالية مركبة لليابان
أسد ولبؤة في العشب الطويل
لوحة حريرية مبطنة من مجموعة مكونة من أربعة

## المنشورات

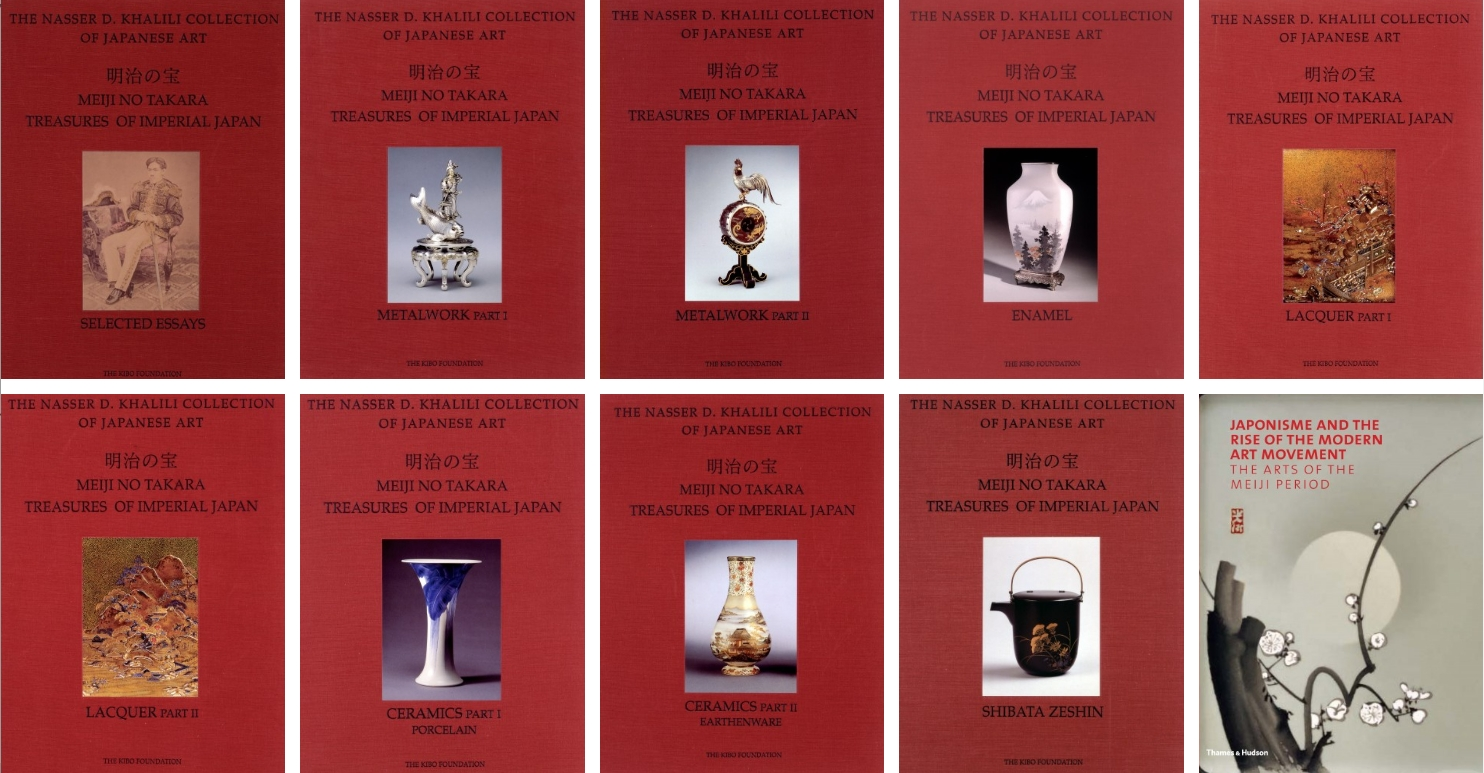
كتالوج متعدد المجلدات للمجموعة بالإضافة إلى مجلد عام 2013 حول اليابانية

في عام 1995 وُثِّقت المجموعة في كتالوج متعدد المجلدات بواسطة أوليفر إمبي أستاذ الفن الياباني في جامعة أكسفورد ومالكولم فيرلي المالك المشارك لمعرض الفن الآسيوي في لندن. ويستخدم مجلد منفصل من المقالات المجموعة لاستكشاف ظاهرة "اليابانية": الحماس للفنون اليابانية في أوروبا في أواخر القرن التاسع عشر. كما يتضمن كتالوجات لمعارض مختلفة.
- Harris، Victor (1994). Japanese imperial craftsmen : Meiji art from the Khalili collection. London: British Museum Press. ISBN:0714114634.
- Impey، Oliver؛ Fairley، Malcolm (1994). Treasures of Imperial Japan: Ceramics from the Khalili Collection. Kibo Foundation. ISBN:978-1-874780-12-0.
- Impey، Oliver؛ Fairley، Malcolm (1995). Volume I – Meiji No Takara – Treasures of Imperial Japan; Selected Essays. Kibo Foundation. ISBN:9781874780014.
- Impey، Oliver؛ Fairley، Malcolm (1995). Volume II – Meiji No Takara – Treasures of Imperial Japan; Metalwork Parts One & Two. Kibo Foundation. ISBN:9781874780021.
- Impey، Oliver؛ Fairley، Malcolm (1995). Volume III – Meiji No Takara – Treasures of Imperial Japan; Enamel. Kibo Foundation. ISBN:9781874780038.
- Impey، Oliver؛ Fairley، Malcolm؛ Earle، Joe (1995). Volume IV – Meiji No Takara – Treasures of Imperial Japan; Lacquer Parts One & Two. Kibo Foundation. ISBN:9781874780045.
- Impey، Oliver؛ Fairley، Malcolm (1995). Volume V, Part I – Meiji No Takara – Treasures of Imperial Japan; Ceramics Part One: Porcelain. Kibo Foundation. ISBN:9781874780052.
- Impey، Oliver؛ Fairley، Malcolm (1995). Volume V, Part II – Meiji No Takara – Treasures of Imperial Japan; Ceramics Part Two: Earthenware. Kibo Foundation. ISBN:9781874780069.
- Earle، Joe (1995). Volume VI – Meiji No Takara – Treasures of Imperial Japan; Masterpieces by Shibata Zeshin. Kibo Foundation. ISBN:9781874780083.
- Earle، Joe (1997). Shibata Zeshin : masterpieces of Japanese lacquer from the Khalili Collection. Edinburgh: National Museums of Scotland. ISBN:1-874780-09-9. OCLC:37794363.
- Earle، Joe (1999). Splendors of Meiji : treasures of imperial Japan : masterpieces from the Khalili Collection. St. Petersburg, Fla.: Broughton International Inc. ISBN:1874780137. OCLC:42476594.
- Earle، Joe (2002). Splendors of Imperial Japan : arts of the Meiji period from the Khalili Collection. London: Khalili Family Trust. ISBN:1-874780-19-6. OCLC:49043675.
- Schiermeier، Kris (2006). Wonders of imperial Japan : Meiji art from the Khalili collection. Zwolle: Waanders Publishers. ISBN:90-400-8234-0. OCLC:71522673.
- Schiermeier، Kris (2006). Japan : Meiji-Kunst & Japonismus : Aus der Sammlung Khalili. Krems: Kunsthalle. ISBN:3-901261-34-6. OCLC:150163591.
- Irvine، Gregory، المحرر (2013). Japonisme and the rise of the modern art movement : the arts of the Meiji period : the Khalili collection. New York: Thames & Hudson. ISBN:978-0-500-23913-1. OCLC:853452453.
- Amelëkhina، S. A.؛ Амелёхина، С. А. (2017). Za granʹi︠u︡ voobrazhenii︠a︡ : sokrovishcha imperatorskoĭ I︠A︡ponii XIX - nachala XX veka iz kollekt︠s︡ii professora Khalili [Beyond Imagination: Treasures of Imperial Japan from the Khalili collection, 19th to early 20th centuries]. Moscow: Moscow Kremlin Museums. ISBN:978-5-88678-308-7. OCLC:1014032691.

## المعارض والقروض
أختيرت المعارض التالية حصريًا من مجموعة خليلي للفن الياباني.
- الحرفيون الإمبراطوريون اليابانيون: فن ميجي من مجموعة خليلي
  - سبتمبر 1994 – يناير 1995 المتحف البريطاني في لندن بالمملكة المتحدة
- كنوز الإمبراطورية اليابانية: سيراميك من مجموعة خليلي
  - أكتوبر 1994 – يناير 1995 المتحف الوطني في ويلز بكارديف في المملكة المتحدة
- شيباتا زيشين: روائع الورنيش الياباني من مجموعة خليلي
  - أبريل - أكتوبر 1997 المتاحف الوطنية في اسكتلندا بإدنبرة في المملكة المتحدة
- روائع ميجي: كنوز اليابان الإمبراطورية
  - أبريل - أكتوبر 1999 مركز فيرست يو إس إيه ريفرفرونت للفنون بويلمنجتون في ديلاوير من الولايات المتحدة الأمريكية
- شيباتا زيشين: روائع الورنيش الياباني من مجموعة خليلي
  - أكتوبر - نوفمبر 1999 متحف توياما ساتو للفنون بتوياما في اليابان
  - نوفمبر 2000 – مارس 2001 متحف رومر وبليزيوس بهيلدسهايم في ألمانيا
- روائع الإمبراطورية اليابانية: فنون عصر ميجي من مجموعة خليلي
  - يونيو – سبتمبر 2002 متحف بورتلاند للفنون بورتلاند بأوريغون في الولايات المتحدة الأمريكية
- روائع الإمبراطورية اليابانية: روائع من مجموعة خليلي
  - سبتمبر 2004 – فبراير 2005 القدس
- عجائب اليابان الإمبراطورية: فن ميجي من مجموعة خليلي
  - يوليو – أكتوبر 2006 متحف فان جوخ بأمستردام في هولندا
- ميجي كونست وجابونيسموس: أوس دير ساملنغ خليلي
  - فبراير – يونيو 2007 كونستال كريمس بكريمس في النمسا
- ما وراء الخيال: كنوز اليابان الإمبراطورية من مجموعة خليلي من القرن التاسع عشر إلى أوائل القرن العشرين
  - يوليو – أكتوبر 2017 متاحف الكرملين بموسكو بموسكو في روسيا[62]

أقرضت عناصر من المجموعة للمعارض التالية:
- كيوتو – طوكيو: من الساموراي إلى مانغا
  - يوليو – سبتمبر 2010 منتدى جريمالدي في موناكو
- ميجي روعة اليابان الإمبراطورية (روعة الإمبراطورية اليابانية)
  - أكتوبر 2018 – يناير 2019 متحف جيميه في باريس[63][64]

في يونيو/حزيران 2014 تبرعت مؤسسة خليلي بقطعتين فنيتين يابانيتين لمجموعة اليونسكو الفنية. وزوج من اللوحات الفنية بطول 145 سنتيمتر (57 بوصة)كانت المزهريات ذات المينا العالية مصحوبة بزوج من المزهريات البرونزية التي تصور الطيور بأسلوب بارز.

## قراءة إضافية
- Khalili، David (2023). "Japan". The Art of Peace: Eight collections, one vision. London: Penguin Random House. ص. 111–129. ISBN:978-1-52991-818-2.

## روابط خارجية
- الموقع الرسمي
- Video of an exhibition at the Israel Museum (Vimeo)